# Усть-Табаска
Усть-Таба́ска (рос. Усть-Табаска, башк. Табаҫҡытамаҡ) — присілок (у минулому селище) у складі Аскінського району Башкортостану, Росія. Адміністративний центр та єдиний населений пункт Усть-Табаської сільської ради.
Населення — 462 особи (2010; 567 у 2002).
Національний склад:
- башкири — 74 %